# Deaflympische Spelen
De Deaflympische Spelen is de algemene aanduiding voor de Olympische Spelen voor doven. Deze bestaan ook uit aparte Zomer- en Winterspelen, en worden elk om de vier jaar gehouden in de oneven jaren, in het jaar na de overeenkomstige reguliere Olympische Spelen.
Dove mensen hebben hun eigen Spelen omdat ze in tegenstelling tot hun horende (gehandicapte) medesporters visuele communicatiemiddelen (gebarentaal, startvlaggen in plaats van pistoolschoten) nodig hebben bij het bedrijven van hun sport. Het sociale aspect is ook een belangrijke factor: dove sporters maken onderling makkelijker contact dan met horende teamgenoten. Het komt overigens incidenteel voor dat dove sporters deelnemen aan de 'normale' Olympische Spelen.
Bij de 20e Zomerspelen in 2005 te Melbourne (Australië) kwamen 3000 dove sporters uit 80 landen in actie.

## Organisaties in Nederland en Vlaanderen
Op 7 mei 2001 werden de Deaflympics op internationaal niveau erkend door het IOC. De aangesloten dovensportverenigingen kozen eind 2008 voor verzelfstandiging van de dovensport per 1 januari 2009. Voorheen was de dovensport opgenomen in Gehandicaptensport Nederland. De Koninklijke Nederlandse Doven Sport Bond (KNDSB) is sinds 1 januari 2009 de sportorganisatie voor doven in Nederland. Sinds mei 2024 is de KNDSB aangesloten bij het NOC*NSF als geassocieerde. Als geassocieerde heeft de KNDSB beperkte rechten. Het is eerste stap op weg naar gelijkwaardige behandeling van dove topsporters. Dove topsporters kunnen daardoor niet gebruikmaken van begeleiding (faciliteiten, financiën) vanuit het NOC*NSF.
In België is het Koninklijk Sportverbond der Doven van België (KSVDB), inmiddels hernoemd tot Belgian Deaf sport Committee (BDC), aangesloten bij de Deaflympics. De Vlaamse Gehandicaptensportfederatie (VLG) is bereid de Vlaamse Deaflympics-delegatie financieel te ondersteunen mits er een topsport-beleid wordt gevoerd.
Zowel de Nederlandse als de Vlaamse overheid geven er de voorkeur aan dat de nationale dovensportorganisaties zich aansluiten bij sportorganisaties voor gehandicapten, om 'versnippering' van geld en middelen tegen te gaan. De laatsten zien dat niet zitten omdat ze (uit eigen ervaring) vrezen binnen een dergelijke structuur ondergesneeuwd te raken en evengoed te weinig geld en ondersteuning zullen krijgen. Bovendien ervaart men het als vreemd om gesubsidieerd te worden met geld dat hoofdzakelijk bedoeld is voor de Paralympics.

## Sporten
Op het programma staan 21 zomersporten en zes wintersporten.

### Zomersporten
- Atletiek
- Badminton
- Basketbal
- Beachvolleybal
- Bowlen
- Futsal
- Golf
- Handbal
- Judo
- Karate
- Mountainbiken
- Oriëntatieloop
- Schietsport
- Tafeltennis
- Taekwondo
- Tennis
- Voetbal
- Volleybal
- Wegwielrennen
- Worstelen
- Zwemmen

Voormalige sporten
- Schoonspringen (1924 t/m 1977)
- Turnen (1924 t/m 1969)
- Waterpolo (1949 t/m 2009)

### Wintersporten
- Alpineskiën
- Curling
- IJshockey
- Langlaufen
- Schaken
- Snowboarden

## Geschiedenis
De Deaflympics worden elke vier jaar gehouden en zijn na de Olympische Spelen het langstlopende multisportevenement in de geschiedenis. De eerste spelen, die in 1924 in Parijs werden gehouden, waren het eerste internationale sportevenement ooit voor atleten met een handicap. Het evenement wordt sindsdien elke vier jaar gehouden, afgezien van een pauze als gevolg van de Tweede Wereldoorlog. In 1949 werdde Deaflympische Winterspelen, voor het eerst georganiseerd.
Officieel heetten de spelen oorspronkelijk van 1924 tot 1965 de International Games for the Deaf (Internationale Spelen voor Doven). Van 1966 tot 1999 werden ze de World Games for the Deaf (Wereldspelen voor Doven) genoemd. Vanaf 2001 heet het evenement Deaflympics (Deaflympische Spelen).
De winterspelen van 2011 werden afgelast als gevolg van te weinig voorbereiding door het organiserende land en doordat de voorzitter van het CIDS meer dan 1.7 miljoen euro had verduisterd. Het bleek dat hij betrokken was bij meerdere Fraude zaken, en werd in augustus 2011 veroordeeld tot een celstraf van dertien jaar.
De Zomerspelen van 2021 werd een jaar uitgesteld in verband met de wereldwijde covid-19 pandemie Dit omdat anders de Deaflympische Zomerspelen in hetzelfde jaar uit zouden komen als de eveneens uitgestelde Olympische Zomerspelen en Paralympische Zomerspelen van 2020.

## Edities
Zomerspelen
- 1924 -  Parijs
- 1928 -  Amsterdam
- 1931 -  Neurenberg
- 1935 -  Londen
- 1939 -  Stockholm
- 1949 -  Kopenhagen
- 1953 -  Brussel
- 1957 -  Milaan,
- 1961 -  Helsinki, Finland
- 1965 -  Washington
- 1969 -  Belgrado
- 1973 -  Malmö
- 1977 -  Boekarest
- 1981 -  Keulen
- 1985 -  Los Angeles
- 1989 -  Christchurch
- 1993 -  Sofia
- 1997 -  Kopenhagen
- 2001 -  Rome
- 2005 -  Melbourne
- 2009 -  Taipei,
- 2013 -  Sofia,
- 2017 -  Samsun
- 2021 -  Caxias do Sul, Brazilië
(1 jaar uitgesteld)
- 2025 -  Tokio

### Winterspelen
- 1949 -  Seefeld
- 1953 -  Oslo
- 1955 -  Oberammergau
- 1959 -  Montana-Vermala
- 1963 -  Åre
- 1967 -  Berchtesgaden,
- 1971 -  Adelboden
- 1975 -  Lake Placid
- 1979 -  Meribel
- 1983 -  Madonna di Campiglio
- 1987 -  Oslo
- 1991 -  Banff
- 1995 -  Ylläs
- 1999 -  Davos
- 2003 -  Sundsvall
- 2007 -  Salt Lake City
- 2011 -  Hoge Tatra
(geannuleerd)
- 2015 -  Chanty-Mansiejsk
- 2019 -  Valtellina
- 2023 -  Ankara-Erzurum
(1 jaar uitgesteld)

## Belgische prestaties
(medailleresultaten voor 2000 zijn niet gepubliceerd op internet en worden nog geïnventariseerd door het internationale comité)

### Zomerspelen
België is op alle edities aanwezig geweest.
In 2001 werd door Koen Adriaenssens brons behaald op de 200 meter vlinderslag. Daarnaast werd hij ook vierde op de 200 meter wisselslag.
In 2005 haalde Koen Adriaenssens wederom een medaille, ditmaal goud op de 200 meter schoolslag.

### Winterspelen
Aan de Winterspelen heeft België nog nooit deelgenomen.

## Nederlandse prestaties
(medailleresultaten voor 2000 zijn niet gepubliceerd op internet en worden nog geïnventariseerd door het internationale comité)

### Zomerspelen
Nederland is op alle edities aanwezig geweest, behalve bij de Spelen van 1939 in Stockholm.
In 2001 werd 1× goud 5× zilver en 3× brons gewonnen:
- Atletiek, 800 meter vrouw (goud, Oud)
- Atletiek, 400 meter vrouw (zilver, Dollart)
- Bowling, team man (zilver)
- Tennis, dubbelspel vrouw (zilver, Alders/Willemse)
- Tennis, dubbelspel gemengd (zilver, Willemse/Brugman)
- Zwemmen, 100 meter vrije slag vrouw (zilver, Van den Berg)
- Atletiek, 200 meter vrouw (brons, Dollart)
- Tennis, dubbelspel man (brons, Brugman/Brugman)
- Zwemmen, 100 meter vlinderslag vrouw (brons, Van den Berg)

Daarnaast werd het waterpoloteam vierde na een spannende wedstrijd om het brons te hebben verloren van Duitsland (6-7).
In 2005 werd 1× goud gewonnen:
- Bowling, dubbelspel man (goud, Frank Braan/Martin Visser)

In 2009 werd 1× goud gewonnen:
- Judo, heren -66 kg (goud, Albert Westerhof)

In 2022 werd 1× goud en 1× brons gewonnen:
- Judo, heren -60 kg (goud, Albert Westerhof)
- Wielrennen, wegrace (brons, Marc Stouten)

### Winterspelen
In 2003 en 2007 was Nederland vertegenwoordigd door Pieternel van Dis op onderdelen van het alpineskiën.